# Ludvig Feilberg
Ludvig Tage Christian Müller Feilberg (31. marts 1849 i Husby ved Ringkjøbing – 20. september 1912 på Frederiksberg) var en dansk ingeniør, psykolog og filosof. Feilberg var docent i tegning og jord- og vandbygningslære ved Landbohøjskolen i København, og var derudover Kultusministeriets tilsynshavende ved folkehøjskoler og landbrugshøjskoler. Men hans forfatterskab er især af filosofisk-psykologisk art.
Ud fra en monistisk opfattelse betragtede han den menneskelige organisme som en arbejdsmaskine, der modtager energi fra omverdenen, fortætter den og afgiver noget af den igen. Den værdifuldeste del af den optagne energi får afløb i sjælelige tilstande, der uden videre forklaring antages at svare til fysiske. Karakteristiske titler på nogle af hans værker er Om Ligeløb og Kredsning i Sjælelivet (1896), Om sjælelig Ringhed (1899-1902) og Om størst Udbytte af Sjælsevner (1881). Feilberg beskrev stemninger og følelser på indtrængende måde i en fortrolig og smidig stil, der viser hans evner både som iagttager af det menneskelige sjæleliv og som sprogskabende skribent.
Feilberg tilhører en særegen dansk tradition for livsfilosofisk overvejelse, som – før ham – omfatter navne som Poul Martin Møller, F.C.Sibbern og Søren Kierkegaard, og som – efter ham – tæller folk som Jakob Knudsen, Vilhelm Grønbech og K.E.Løgstrup.
Derudover har især forfattere som Jacob Paludan, Helge Rode, Henrik Pontoppidan, Martin A. Hansen og Johannes Smith været inspireret af hans skildringer af sjælelig åbenhed, og i nyere tid Vagn Lundbye og Pia Tafdrup, sidstnævnte har fx brugt en af Feilbergs neologismer, intetfang, dvs. uselviskhed ledsaget af en uendelighedsfølelse, som titel på en digtsamling fra 1982.

## Feilbergs levelære
Feilbergs analyse af livsfølelsen handlede blandt andet om at finde forskellen mellem den livsfølelse, der oplevedes som mulighedsforhøjende og den, der opleves mulighedsformindskende. I Den forbindelse skelner han mellem den foreliggende mulighedsværdi og den tilførte flidsværdi.